# Cyclopogon epiphyticus
Cyclopogon epiphyticus là một loài thực vật có hoa trong họ Lan.

 Loài này được (Dodson) Dodson mô tả khoa học đầu tiên năm 1993.